# Лисео Наваль
«Лисео Наваль» (исп. Liceo Naval, «лицей флота») — аргентинский спортивный клуб из буэнос-айресского района Нуньес. Основан в 1953 году. Клуб является структурным подразделением военно-морского образовательного института Liceo Naval Militar. Регбийная команда клуба играет в чемпионате Буэнос-Айреса.
Стадион клуба располагается в Нуньесе, близ университетского городка Буэнос-Айреса.
В 2011 году клуб достиг полуфинальных матчей второго дивизиона, где уступил команде «Хёрлинг» (18:33).
Соперничает с «военными» из команды «Лисео Милитар».